# UP-Klasse 4000
Die Klasse 4000 der Union Pacific Railroad (UP), bekannt als Big Boy, war die größte und leistungsfähigste Dampflokomotivbaureihe der UP. Seit ihrer Wiederinbetriebnahme im Jahr 2019 ist die erhalten gebliebene Lokomotive 4014 die größte und leistungsfähigste fahrbereite Dampflokomotive der Welt.
Insgesamt wurden 25 Exemplare des Typs von der American Locomotive Company (ALCO) gebaut, 20 im Jahre 1941 und fünf im Jahr 1944. Die Maschine wurde von einem Team unter Leitung von Otto Jabelmann entworfen, unter dessen Verantwortung auch bereits die gleichwohl noch parallel gebaute Vorgängerklasse 3900 (Herstellerbezeichnung Challenger) mit der Achsfolge (2’C)C2’ entstanden war. Von einem unbekannten Mitarbeiter der ALCO-Werke stammt die Bezeichnung Big Boy (großer Junge), die er mit Kreide auf die Rauchkammer schrieb. Die Bezeichnung bürgerte sich schnell für die Lokomotiven der UP-Klasse 4000 ein. Bis 1961 bespannte die UP mit den Lokomotiven Güterzüge auf ihrer Transkontinentalstrecke, sie zählten damit zu den letzten in den USA im Regelbetrieb eingesetzten Dampflokomotiven.

## Konstruktion und Technik
Die Lokomotiven wurden von der Union Pacific Railroad speziell für den Einsatz vor Güterzügen in den Rocky Mountains konzipiert, um den personalintensiven Einsatz von Vorspann- und Schiebelokomotiven auf den Steigungsstrecken über die kontinentale Wasserscheide zu vermeiden. Der schwierigste Abschnitt auf der Transkontinentalstrecke der Union Pacific war eine langgezogene Steigung über den Sherman Hill im Albany County (Wyoming) südlich des Ames Monuments mit einer max. Steigung von 15,5 ‰. Die neuen Lokomotiven sollten Züge mit 3600 short ton (etwa 3300 t) ohne Vorspann- oder Schiebelokomotive über diese Steigung bringen, aber auch schnell genug sein, um die gesamte Strecke zwischen Cheyenne (Wyoming) und Ogden (Utah) ohne Lokwechsel befahren zu können.
Aus den geforderten Leistungsdaten ergab sich eine Gelenklokomotive mit der Achsfolge (2’D)D2’ h4 (Whyte-Notation: 4-8-8-4). Keine andere Lokomotive wurde je mit dieser Achsfolge gebaut. Die Maschinen waren – wie viele der neueren US-amerikanischen Gelenklokomotiven – keine Mallet-Lokomotiven im eigentlichen Sinne, denn die Dampfmaschinen arbeiteten mit einfacher Dampfdehnung ohne Verbundwirkung. Im Amerikanischen wird diese Bauart deshalb als simple articulated (etwa Gelenklok mit Einfachexpansion) bezeichnet. Die Rahmen beider Triebwerke waren Integralgussrahmen einschließlich der Zylinder, die Schleppachsen sind in einem ebenfalls gegossenen Delta-Schleppgestell gelagert. Die Achs- und Stangenlager waren Rollenlager.
Für die Befeuerung mit minderwertiger Kohle wurde die Feuerbüchse mit fast 14 m² Rostfläche sehr groß ausgelegt. Die Lokomotiven haben eine mechanische Rostbeschickung über einen Stoker. Bei einer individuell dokumentierten Fahrt mit einer Zugmasse von 3530 Tonnen und einer Geschwindigkeit von 41,1 mph bzw. 66 km/h wurde ein Verbrauch von 8,8 Tonnen Kohle pro Stunde festgestellt. Die Lok 4005 wurde versuchsweise auf Ölhauptfeuerung umgebaut, die sich jedoch nicht bewährte, und daher wieder auf Kohlefeuerung zurückgebaut.
Mit einer Gesamtmasse von 548,3 t und einer höchsten Dauerleistung von 6290 PS am Zughaken (bei 48 km/h) gehören die Maschinen der Reihe 4000 zu den schwersten und leistungsfähigsten je gebauten Dampflokomotiven und mit einer zulässigen Höchstgeschwindigkeit von 110 km/h (70 mph) auch zu den schnellsten Gelenkdampflokomotiven. Die Konstruktion war sogar für 130 km/h (80 mph) ausgelegt, um eine hohe Sicherheitsreserve zu bieten.
Um die Lokomotiven einsetzen zu können, musste die Strecke zwischen Ogden (Utah) und Green River (Wyoming) (Overland Route) an mehreren Stellen umgebaut werden. Fast jeder Bogen wurde neu trassiert, damit sich zwei Lokomotiven der Reihe 4000 begegnen konnten. Ferner wurde der Oberbau verstärkt.

## Betriebseinsatz
Die Big Boys erfüllten die in sie gesetzten Erwartungen voll und ganz. Das Haupteinsatzgebiet war die Strecke über die Rocky Mountains von Wyoming nach Utah: Von Cheyenne (Wyoming) über den Sherman-Hill-Pass nach Laramie (Wyoming) und weiter über Green River (Wyoming), Evanston (Wyoming) sowie durch den Echo Canyon (Utah) nach Ogden (Utah). In der Praxis zogen sie Züge mit bis zu 6000 Tonnen und bei einem Versuch in der Ebene konnte eine dieser Lokomotiven sogar einen zuvor mit anderen Lokomotiven angeschobenen 25 000-Tonnen-Zug alleine in Gang halten.
Von 1941 bis 1957 wurden die Lokomotiven regelmäßig im Güterverkehr vor Güterzügen eingesetzt. Alle 25 Maschinen waren in Cheyenne stationiert und bis 1957 vollzählig im täglichen Dienst. Ab 1958 wurden nur noch zehn Lokomotiven benötigt. Im westlichen und anspruchsvolleren Streckenabschnitt über die Wasatch Mountains zwischen Ogden und Green River wurden sie zuerst von den Gasturbinenlokomotiven der Union Pacific Railroad abgelöst. Es verblieb der 120 Kilometer lange Streckenabschnitt über den Sherman Hill von Laramie nach Cheyenne. Die Lokomotive 4015 bespannte am 21. Juli 1959 den letzten planmäßig mit einem Big Boy verkehrenden Zug. Einige Exemplare wurden bis Sommer 1961 noch ab und zu als Dieselersatz im Güterzugdienst eingesetzt. Jede einzelne der 1941 bzw. 1944 gebauten Lokomotiven legte insgesamt eine Strecke von mehr als 1,6 Millionen Kilometern zurück. Nach dem Ende der außerplanmäßigen Einsätze wurden vier Lokomotiven noch bis September 1962 betriebsfähig als Reserve in Cheyenne vorgehalten.

### Infrastruktur
Bevor die Lokomotiven eingesetzt werden konnten, waren umfangreiche Erweiterungen an der Infrastruktur erforderlich. So wurden 1941 die 100-Fuß-Drehscheiben (30 m) in den Betriebsstellen Ogden (Utah), Green River (Wyoming) und Laramie (Wyoming) durch 135-Fuß-Drehscheiben (41 m) ersetzt.
Die Drehscheibe im noch etwas östlicher gelegenen Cheyenne (Wyoming) (41° 7′ 47,5″ N, 104° 48′ 54,8″ W) mit einer Länge von 126 Fuß existiert heute noch. Sie wurde 1941 als Ersatz für eine 100-Fuß-Drehscheibe eingebaut.
Beim Gesamtachsstand von 117 ft 7 in (35,83 m) reichten diese gerade aus, um die Lok mit Überhang zu drehen. Hierbei war wegen der Unfallgefahr für Menschen und wartende Lokomotiven sowie auch beim Anhalten der Lok entsprechende Vorsicht geboten.
Die Stände des Ringlokschuppens in Cheyenne waren zu kurz für die Lokomotiven, so dass einige durch Anbauten verlängert werden mussten. Die Hauptwerkstatt in Cheyenne verfügte über die notwendigen Einrichtungen (Krane, Werkzeugmaschinen, Achssenke), um größere Reparaturen an den Maschinen durchzuführen.

## Erhaltene Exemplare

### Übersicht

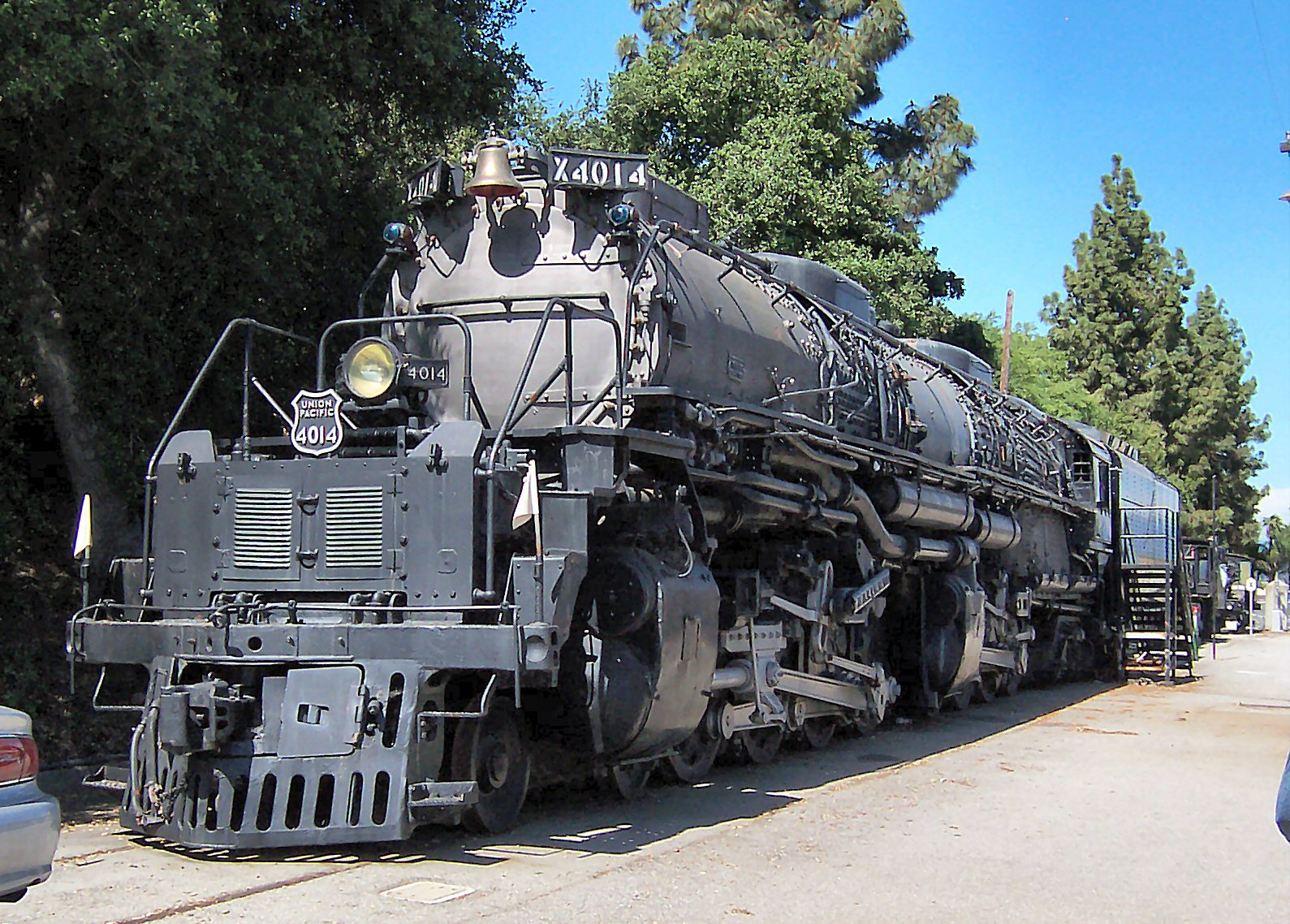
Lokomotive 4014 in Pomona (Kalifornien)

Acht der 25 gebauten Big Boys sind erhalten geblieben, derzeit (2019) ist nur die 4014 in betriebsfähigem Zustand:
- Nr. 4004: Holliday Park, Cheyenne (Wyoming). (41° 8′ 12,3″ N, 104° 47′ 59,5″ W)
- Nr. 4005: Forney Transportation Museum, Denver
- Nr. 4006: Museum of Transportation, St. Louis (Missouri) (38° 34′ 19,7″ N, 90° 27′ 40,3″ W)
- Nr. 4012: Steamtown National Historic Site, Scranton (Pennsylvania) (41° 24′ 30,6″ N, 75° 40′ 18″ W)
- Nr. 4014: war bis 2013 im RailGiants Train Museum, Pomona (Kalifornien) (34° 5′ 0,9″ N, 117° 46′ 13,3″ W), von der Union Pacific zurückerworben und ist im Cheyenne Depot Museum (Wyoming) beheimatet (siehe unten)
- Nr. 4017: National Railroad Museum, Green Bay (Wisconsin)
- Nr. 4018: bis 2013: Age of Steam Railroad Museum, Dallas (32° 46′ 58,3″ N, 96° 45′ 49,6″ W), umgezogen ins Museum of the American Railroad Frisco (Texas), Museum befand sich 2014 noch in Bau, teilweise besuchbar.
- Nr. 4023: Kenefick Park, Omaha (Nebraska) (41° 13′ 55″ N, 95° 55′ 3,5″ W)

### Wiederinbetriebnahme der UP 4014
Die Union Pacific unterhielt bereits die Challenger 3985 der Vorgängerbauart 3900 als größte betriebsfähige Dampflokomotive der Welt und war lange Zeit der Meinung, dass sich die Wiederaufarbeitung und Inbetriebnahme eines Big Boy nicht lohne, da sein Einsatzgebiet wegen zu geringer Bogenradien vieler Strecken und des großen Überhangs der Lok sehr begrenzt ist. Die Challenger 3985 der UP sehe einer Lokomotive der Klasse 4000 sehr ähnlich und habe außerdem den Vorteil einer Ölfeuerung, während ein Big Boy mit Kohle zu befeuern wäre.
Am 24. Juli 2013 gab die UP jedoch in einer Pressemeldung bekannt, dass man die Lokomotive Nr. 4014 von dem Southern California Chapter der Railway & Locomotive Historical Society in Pomona, Kalifornien zurückgekauft habe. Die Maschine sollte in die Werkstatt der Union Pacific in Cheyenne gebracht und dort bis voraussichtlich 2019 betriebsfähig aufgearbeitet werden. Bei der Aufarbeitung wurde die Lokomotive auf Ölfeuerung umgerüstet.
Die Lokomotive 4014 hatte in zwanzig Betriebsjahren rund 1,65 Mio. km zurückgelegt. Sie wurde im Dezember 1961 abgestellt.
Im Herbst 2013 überarbeitete man die Maschine in Pomona so weit, dass sie wieder rollfähig war. Sie wurde über ein provisorisch verlegtes Gleis auf dem Parkplatz des County Fairplex bewegt und anschließend im Union-Pacific-Rangierbahnhof in Colton auf die Überführung nach Cheyenne vorbereitet. Dort traf die Lokomotive nach einer mehrtägigen Fahrt am 8. Mai 2014 ein.
Im Rahmen von „The Great Race to Ogden“ verließ die 4014 am 4. Mai 2019 unter eigenem Dampf das Cheyenne Depot Museum, um am 9. Mai, einen Tag vor dem 150. Jubiläum der Vollendung der ersten transkontinentalen Eisenbahnverbindung in Ogden einzutreffen. An diesem Jubiläum spielte sie eine Hauptrolle.

## Big Boyim Vergleich

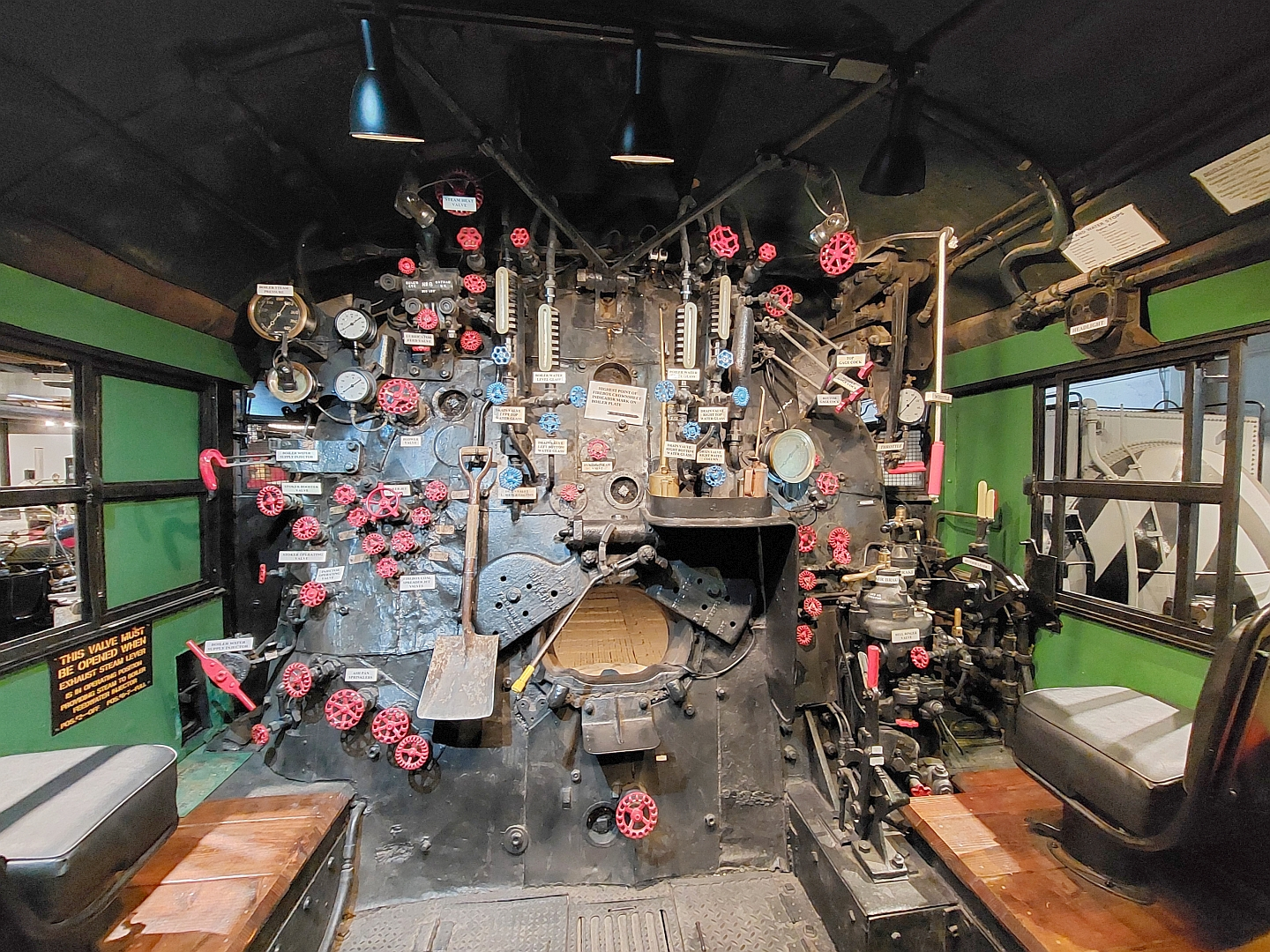
Führerstand der Lokomotive 4005 im Forney Transportation Museum in Denver.

Die Lokomotiven der UP-Reihe werden vielfach als größte Dampflokomotiven der Welt angesehen. Tatsächlich wurde die Bauart jedoch in allen Merkmalen, die für einen Größenvergleich herangezogen werden können, wie zum Beispiel Länge, Zugkraft, Masse und Leistung, im Einzelnen jeweils von anderen Lokomotiven überboten.
So war die längste Lokomotive mit Dampfantrieb die mit einem Dampfturbinengenerator und elektrischem Einzelachsantrieb in der Achsfolge (Co’Co’)(Co’Co’) ausgerüstete TE1 der Norfolk and Western Railway mit einer Gesamtlänge von 49 225 mm. Auch eine ähnliche Bauart der Chesapeake and Ohio Railway, die Lokomotiven der Reihe M-1, waren länger, beide Bauarten hatten zudem eine höhere Masse als die Reihe 4000 der UP. Die längste Dampflokomotive mit Kolbendampfmaschine war die S1 der PRR mit 42 700 mm.
Die Big Boys waren für Strecken konzipiert, die für Achslasten von „nur“ 31 Tonnen zugelassen waren, ein für US-amerikanische Verhältnisse eher durchschnittlicher Wert. Andere Lokomotiven, die auf höhere Achslasten ausgelegt waren und mit besserer Kohle befeuert wurden, konnten die Leistung der UP-Klasse 4000 überbieten. Dazu zählten die etwa gleich schwere Reihe H-8 der Chesapeake and Ohio Railway mit 7500 PS (ebenfalls an der Kupplung gemessen) sowie die Duplex-Lokomotive Q2 der Pennsylvania Railroad mit 8000 PS (auf dem Prüfstand gemessen).
Ebenfalls zu nennen wäre die Klasse A der Norfolk and Western Railway mit 6300 PS Zughakenleistung, die weniger zugkräftig, aber schneller als die Lokomotiven der UP-Reihe 4000 ausgelegt war. Unter anderem wegen guter Kohle konnte trotz erheblich geringerer Betriebsmasse die gleiche Leistung erzielt werden. Laut Arnold Haas betrug diese an der Kupplung sogar 6450 PS (bei 70 km/h), wobei die Lok schwere Schnellgüterzüge mit 130 km/h befördern konnte.
Bei der Zugkraft wurden die Big Boys von den Triplex-Mallets deutlich überboten, die jeweils über zwölf Treibachsen in drei Gruppen verfügten, jedoch nur geringe Geschwindigkeiten erreichen konnten.

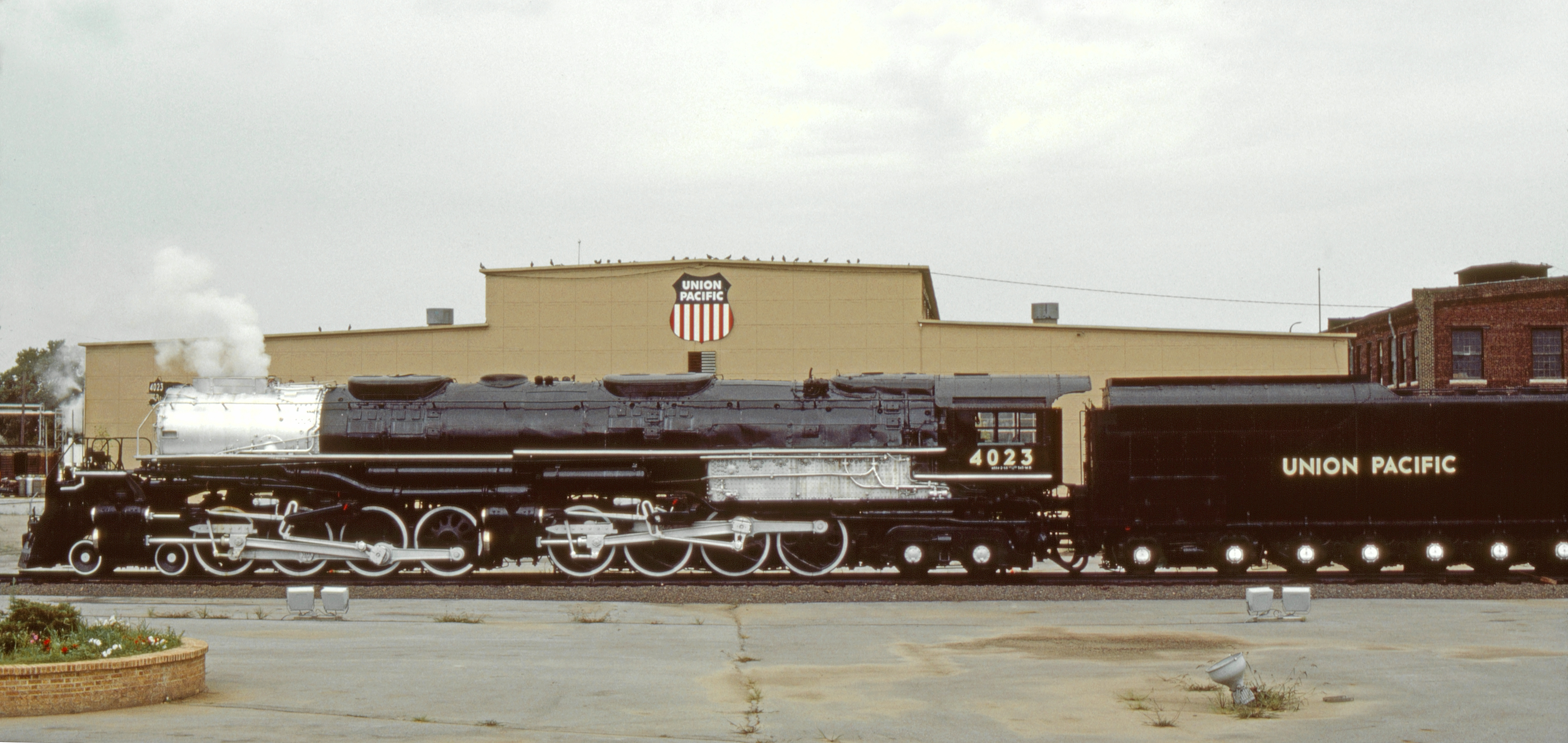
Lokomotive 4023, Seitenansicht

Auch einige moderne Großdampflokomotiven übertrafen die Big Boys um einige Prozent an Zugkraft und Reibungsmasse, etwa die ebenfalls als sehr gelungen geltenden Klassen M3 und M4 der Duluth, Missabe and Iron Range Railway, die (in einfachem Gelände) die schwersten planmäßig dampfgeführten Züge der Welt bespannten: eine einzige Lok bewegte Erzzüge von 15 500 bis 17 500 Tonnen Masse mit einer Geschwindigkeit von max. 48 km/h. Im Gegensatz zu diesen Maschinen waren die Big Boys nach dem Überwinden der UP-Bergstrecke jedoch in der Regel mit 112 km/h unterwegs und wegen ihrer guten Laufeigenschaften häufig sogar noch etwas schneller. Eine M3 oder M4 leistete zwar 6250 PS an der Kupplung, wäre aber wegen ihrer viel zu niedrigen Höchstgeschwindigkeit für diesen Fast-Freight-Dienst unbrauchbar gewesen.
Manche Bahnen bevorzugten deutlich einfacher gebaute Lokomotiven mit nur einem Zweizylindertriebwerk. Deren größte Vertreter (Texas) erreichten 90 % der Zughakenleistung eines Big Boys. Hierfür waren jedoch hohe zulässige Achslasten und gute Brennstoffe Voraussetzung und die Maschinen erreichten im unteren Geschwindigkeitsbereich nicht deren große Zugkraft. Ab mittlerer Geschwindigkeit standen sie den Big Boys jedoch kaum nach und die zugkräftigsten Bauarten beförderten in ebenem Gelände Kohlenzüge mit 12 000 Tonnen planmäßig.
Die einfache Bedienbarkeit der Big Boys für Lokführer und Heizer wurde gerühmt, was für die UP im Zweiten Weltkrieg wichtig war, da dann öfter nur angelernte Hilfskräfte als Heizer auf diesen voll ausgelasteten Loks eingesetzt werden konnten. Ausfälle auf der ca. 60 km langen Steigung, dem Nadelöhr der überlasteten Transkontinentalstrecke, wären sehr hinderlich gewesen.
Zeitlich überdeckend wurden bis 1944 von der Vorgängerbauart 3900 insgesamt 105 Exemplare beschafft, die größtenteils auch länger in Betrieb waren.

## Film
- Union Pacific Railroad: Last of the Giants. Zeitgenössischer, von der UP produzierter Film über die Baureihe
- SWR: Eisenbahn-Romantik – Big Boy (Folge 433 vom 11. November 2001), beinhaltet auch den vorgenannten Film Last of the Giants
- Pentrex: Big Boy 4014 Update. DVD über den Transport des Big Boy 4014 vom RailGiants Museum in Pomona quer durch Kalifornien
- RailMedia: Big Boy 4014 kehrt heim. DVD/Blu-ray über den Transport der 4014 über die frühere Stammstrecke von Ogden nach Cheyenne
- Lokomotive 4014 beim Durchfahren eines sehr engen Gleisbogens, ab min 4:40 (youtube.com)
- Lokomotive 4014 schiebt einen liegengebliebenen Güterzug über eine Anhöhe